# Grettell Valdéz
Grettell Valdéz, właściwie Grettell Valeria Valdéz Jimènez (ur. 8 lipca 1976 w Meksyku), meksykańska aktorka. Znana głównie z serialu Zbuntowani, gdzie wcieliła się w rolę Renaty Lizaldi.

## Filmografia
- 1998: Sin ti
- 1999: Infierno en el Paraíso
- 2000: Duende del reloj, El jako Iris
- 2001: Mundo raro, Un jako Edecán
- 2002–2003: Clase 406 jako Daniela Jiménez Robles
- 2004: Ángel rebelde jako Lucía Andueza Cuba Rubias
- 2004: Rebelde jako Renata Lizaldi
- 2006: Heridas de amor jako Pamela Altamirano Villamil
- 2007–2008: Lola: Érase una vez jako Carlota Santo Domingo Torres-Oviedo
- 2008–2009: Alma de hierro jako Melisa
- 2008: Mujeres asesinas jako Marcela González[1][2]
- 2009–2010: Camaleones jako Silvana Saenz Arroyo
- 2010: Kiedy się zakocham... (Cuando me enamoro )jako Matilde López
- 2013–2014: Za głosem serca  (Lo Que La Vida Me Robo) jako Maria  Zamudio
- 2015: Lo imperdonable  jako Virginia Prado-Casteló
- 2016: Las Amazonas jako Casandra Santos
- 2018: Tenias que ser tu jako Jennifer "Jeny" Pineda Salgado